# Wolfskreuz bei Gräfensteinberg

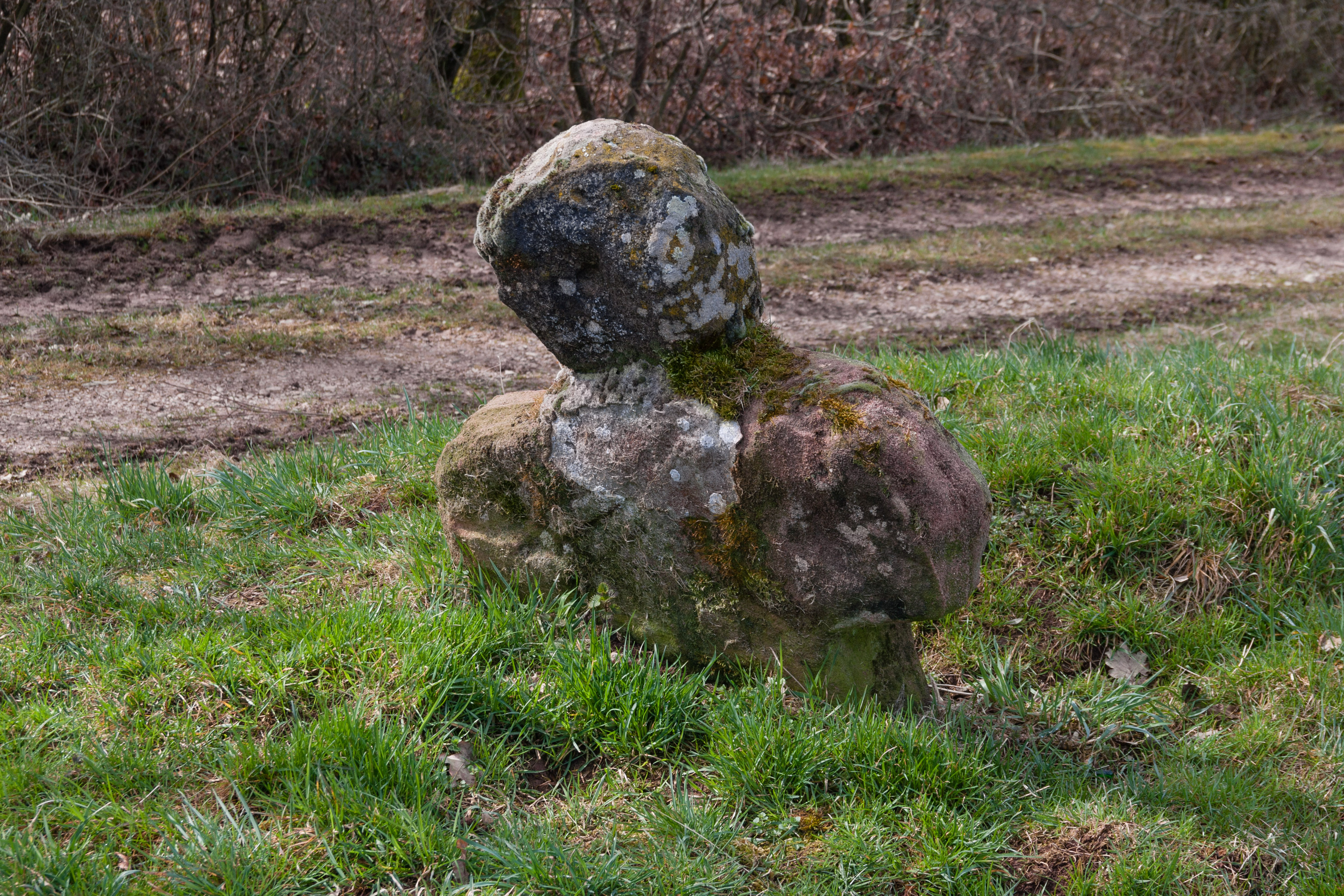
Der Kreuzstein 2018

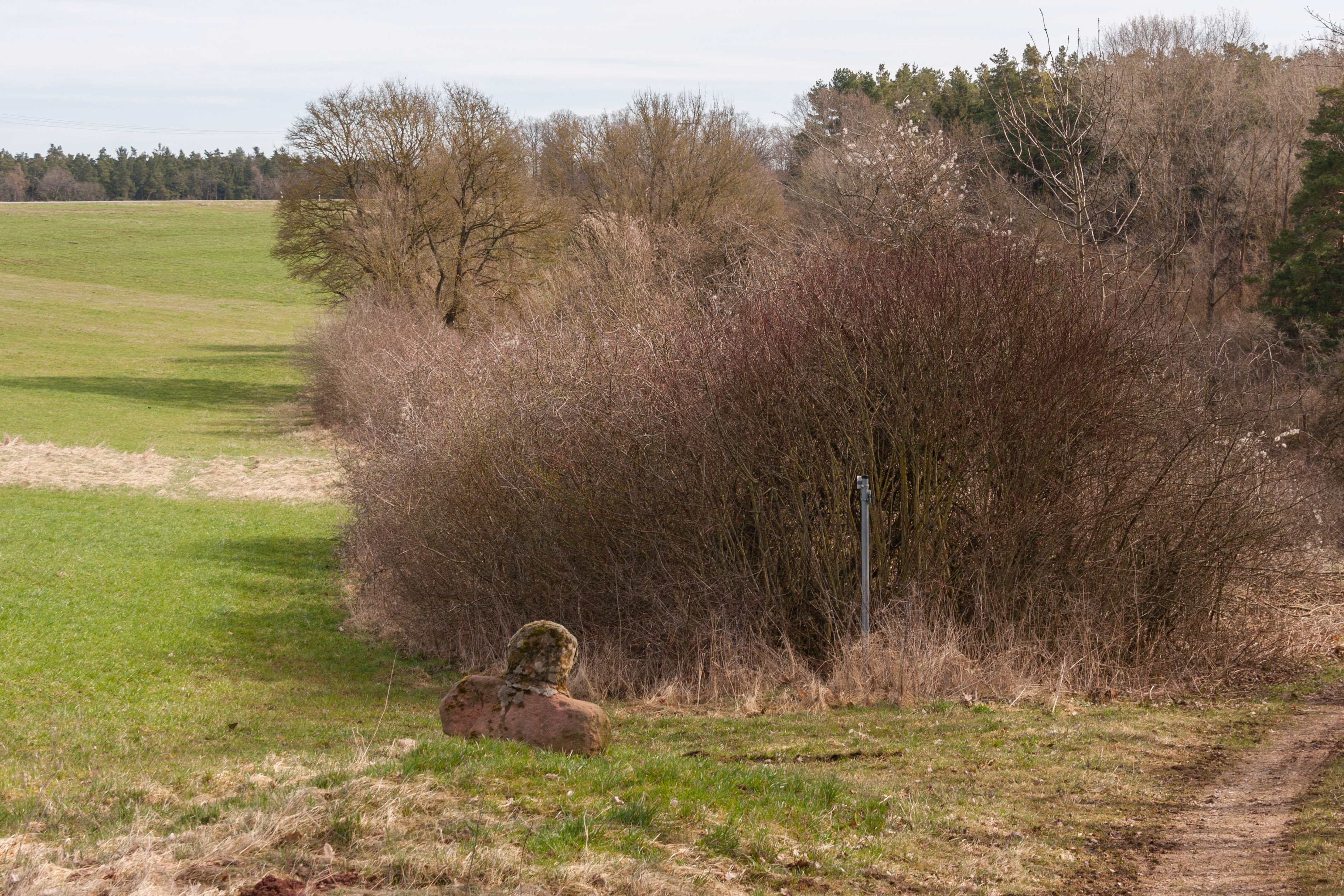
Der Wolfskreuz steht nahe an einem Feldweg

Das Wolfskreuz ist ein mittelalterliches Steinkreuz in der Gemarkung von Gräfensteinberg, einem Gemeindeteil der Gemeinde Haundorf im mittelfränkischen Landkreis Weißenburg-Gunzenhausen. Es ist unter der Denkmalnummer D-5-77-138-23 als Baudenkmal in die Bayerische Denkmalliste eingetragen.
Das Wolfskreuz steht in einer Offenlandschaft unweit des Sportplatzes der Grund- und Mittelschule an einem Feldweg auf der Flur Anwander am östlichen Ortsrand Gräfensteinbergs in Richtung Geiselsberg auf einer Höhe von 505 m ü. NHN. Etwa einen halben Kilometer südwestlich fällt das Gelände über den wahrscheinlich namensgebenden Spornhang Wolfsberg ins obere Tal des Brombachs ab.
Der Steinkreuz besteht aus Sandstein, ist stark verwittert, bemoost und bis zu den Armen in den Boden eingesunken. Der Kopf wurde einst abgeschlagen und ist nun wieder aufzementiert. Der noch sichtbare Teil des Wolfskreuzes hat eine Höhe von 60 cm, eine Breite von 70 cm und eine Dicke von 20 cm.
Mit dem Wolfskreuz verbindet sich die örtliche Erzählung, wonach vor langer Zeit ein Kleinkind aus Gräfensteinberg im Spätwinter von einem Wolf verschleppt und getötet und seine Leiche erst nach der Schneeschmelze wiedergefunden worden sei.